# Школа анимираног филма Врање
Школа анимираног филма (ШАФ) је школа која егзистира од 1986. године. ШАФ као институција је референтна дечија школа анимације не само код нас већ и у свету, и расадник је свих сличних школа анимације у Србији. До сада је кроз ШАФ прошло више од 2000 деце.

## Историја
Шаф ради сваке среде и суботе, број чланова варира али увек има 40-так сталних чланова. Циљ школе је да окупи децу око неке идеје, да их учи анимацији (која се у свету увелико користи као додатно едукативно средство) заинтересовати их да воле филмове, па још и да их праве - то је велики задатак који ми прихватамо са задовољством.
ШАФ је још увек једна од ваншколских активности али њихова идеја је да ШАФ постане права уметничка школа у админитративно – правном смислу. Запослени на ШАФ-у су чланови АСИФЕ која је светско удружење аниматора и под покровитељством је УНЕСКО-а. ШАФ, као школа, је члан Асифа Wорксхоп Гроуп (АWГ) која координира рад дечијих школа у свету. Веома су активни кад год АСИФА организује неки интернационални пројекат и традиционално учествују. Сада имају солидну технику, квалитетне предаваче који раде са децом, праве анимиране филмове, учествују по фестивалима код нас и у свету. С временом напредују, мењају се, постављају себи нове циљеве, а један од њих је и Музеј анимације Србије који је већ у оснивању.
Марта, 1987. год., снимали су свој први филм "Кутија". Три дана пре тога група ентузијаста и десетек деце уз помоћ Едо Лукмана (Хрватска), учили су да ходају путем који се зове анимирани филм. И као када бебе уче да ходају, не знајући како ће изгледати њихов корак и којим ће све путевима проћи. Тај наш први корак у анимацији данас се зове Школа Анимираног Филма, скраћено и популарно (ШАФ).
ШаФ данас има своје просторије (студио), опрему за рад, име достојно поштовања у свету, у Србији и у самом Врању, и како неко рече ШАФ је најпознатија врањска робна марка, врањски бренд. Одговор на питање шта је то највредније што чини углед ШАФ-а Врање после детаљне анализе морао би да гласи: „Нису то ни просторије, није то ни опрема, нису то ни фестивали на којима смо учествовали, нису то ни бројне награде које смо освојили, већ су то деца чланови ШАФ-а која срцем и душом раде у интересу ШАФ-а чинећи тако сложну породицу вредну и достојну поштовања“. Вредно је помена да је сваки ИДРАФ окупио велики број деце и њихових ментора, афирмисаних и прослављених аниматора, да су склопљена многа познанства и да смо сви понешто новог научили. „Децо, говорите универзалним језиком анимације, развијајте осећаје за лепо, имајте што више пријатеља по читавом свету, да мир влада свуда у свету, а старији нам у томе могу помоћи“!
ШАФ Врање је једна школа анимираног филма која дочекује децу током читаве године. Деца могу да откривају различите технике анимације као што су глина, цртање, оригами, тапо дацје...ШАФ Врање ради више пута седмично, за децу која желе да открију свет слика и филма, да би они после могли праве сами њихове цртане филмове. Улазак у ту школу је доста јефтин, тако да да деца који немају много новчаних средстава могу да дођу на видео школу и активностима који су у складу са том техником. Школа ради исто са другим школама из различитим градова из Србије, и бивших Република Југославије, такође и осталих држава са Балкана. ШАФ Врање изванредан је пример како једна средина може створити плодно тло и повољну климу за раст и развој младих љубитеља уметности анимације. Углед ШАФ-а Врање одавно је прешао границе своје матичне земље. Уметност анимације не познаје географске границе а ова школа је насветлији пример.

## Норман Макларен
Пионир анимираног филма који је умро 1987, Норман Макларен потиче из Шкотске. Године 1941. он долази у Канаду на Националну Филмску Катедру и упознаје ову земљу са анимираним филмом чинећи да име НФК препознатљивим у целом свету. Он је учио младе уметнике дајући им потпуну слободу да праве своје сопствене експерименте. Његова тајна се крије у његовом веровању да покрет представља базу човечанства као и есенцију филма. Сликар, музичар и играч, Норман Макларен је изабрао филм као начин да изрази све варијације уметничке форме. Његова каријера трајала је више од пола века. Режирао је више од 60 филмова од којих је 50 освајило награде на фестивалима попут Оскара у Холивуду, Канске Палме и Венецијског Лава. Његов рад представља референцу за све режисере анимираних филмова.
Српској професионалној анимацији за информацију треба рећи да у Врању егзистира један такав стално активни домаћи студио анимираног филма са 20 радних столова за младе цртаче, а постоји и радионица за 3Д анимацију (пастелин, лутке...), дакле оне технологије које се раде ручно.
Атеље ШАФ-а је заправо "последња оаза наде" класичне анимације у нашим просторима.

## Школа анимираног филма
На темељима Клуба љубитеља филмске уметности, 1986. године настала је Школа анимираног филма, која је 2011. године постала јавна установа у култури града Врања. Оснивач Школе анимираног филма у Врању је Мирослав Симоновић, који је био водитељ ове школе до одласка у пензију 2011. године. Кроз ШАФ је прошло више од 2000 полазника који су урадил око 350 анимираних филмова у различитим техникама. ШАФ је члан АСИФЕ (светска организација која окупља све аниматоре света) која од 1997. године са успехом организује Интернационалну дечју радионицу анимираног филма (ИДРАФ).
Структура ШАФ-а чине:
- Управни одбор
- Надзорни одбор
- Директор
- Шест запослених

На самом почетку рада, ШАФ није имао скоро никаквих техничких могућности, али како је време одмицало, постајао је све јачи у техничком смислу. Тренутно је ШАФ смештен у Центру за културу града Врања, у просторијама на којима би многи филмски радници позавидели. Рад са децом одвија се два пута недељно, средом и суботом, а наравно када постоји потреба и чешће. Деци се приближава филмска уметност, анимација, на нивоу који је њима интересантан. Уче се основни појмови везани за филм и анимацију: идеја, синопсис, сценарио, књига снимања, поставка, анимација, процес снимања, монтажа, озвучавање. Школа анимираног филма се пре свега бави дечијим анимираним филмом. У циљу приближавања анимације организују се радионице за анимирани филм како у Врању, тако и у другим градовима Србије и Црне Горе.
Традиционална манифестација коју организује ШАФ је „Интернационална дечија радионица анимираног филма“, ИДРАФ, која је биеналног карактера. До сада су одржане 9 такве радионице са гостима из земље и иностранства. Неки од водитеља група на радионицама су били Роби Енглер из Швајцарске, Пенчо Кунчев из Бугарске, Боривоје Довниковиц из Загреба Хрватска, Сајоко Киносита из Јапана, Никола Мајдак из Београда, Стевица Живков из Београда, Растко Ћирић из Београда, Нитин Донде из Индије. Деца, учесници ових интернационалних манифестација била су из Шпаније, Македоније, Румуније, Египта, Мексика, Шведске, Италије, Канаде, Америке, Хрватске, Бугарске, Индије, Украјине и наравно из наше земље Србије.
ШАФ има добру сарадњу са АСИФОМ. Активно учествују на свим интернационалним пројектима који се организују у оквиру АСИФЕ.